# Бочаров, Денис Евгеньевич
Денис Евгеньевич Бочаров (10 января 1999; Россия, Ильиногорск, Нижегородская область) — российский кикбоксер, Мастер спорта России международного класса по кикбоксингу. С 2011 года началась профессиональная карьера. Участник международных соревнований.

## Биография
Денис родился 10 января 1999 г.р. в российском посёлке Ильиногорск, володарского района, Нижегородской области
Учился в МАУ СШ «№ 3» . С 2017 г. учится в мининском университете факультет физической культуры и спорта.
Является кикбоксером, Мастером спорта России международного класса и участником международных соревнований.

## Спортивные достижения
- Мастер спорта России международного класса по кикбоксингу
- Серебряный призёр первенства России 2014 (лайт-контакт) г. Омск
- Серебряный призёр первенства мира 2014 (лайт контакт)г. Римини, Италия
- Победитель первенства России 2015 (Лоу-кик) г. Серпухов
- Бронзовый призёр первенства Европы 2015 (Лоу-кик) г. Сан-Себастьян, Испания
- Победитель первенства России 2016 (Лоу-кик) г. Екатеринбург
- Победитель первенства мира 2016 (Лоу-кик) г. Дублин, Ирландия
- Серебряный призёр первенства России (к1) г. Грозный, Чечня 2017
- Бронзовый призёр чемпионата России 2018 (Лоу-кик) г. Томск
- Бронзовый призёр чемпионата России 2018 (к1) г. Ялта
- Чемпион России 2019 (лоу-кик), Самара
- Обладатель кубка мира 2019 (к1) г. Римини
- Серебряный призёр Чемпионата мира 2019 (Лоу-кик) г. Сараево, Босния и Герцеговина
- Чемпион России 2020 (лоу-кик), Ульяновск
- Обладатель пояса OPKL
- Серебряный призёр чемпионата России 2021 (к1) Якутск

## Статистика боёв
| Бой | Дата            | Соперник         | Место боя       | Раундов | Результат |
| --- | --------------- | ---------------- | --------------- | ------- | --------- |
| 1   | 30 января 2021  | Лобанов, Андрей  | Нижний-Новгород | 5       | Победа    |
| 2   | 23 октября 2021 | Новиков, Алексей | Нижний-Новгород | 1       | Победа    |